# Plagiolepis livingstonei
Plagiolepis livingstonei är en myrart som beskrevs av Santschi 1926. Plagiolepis livingstonei ingår i släktet Plagiolepis och familjen myror. Inga underarter finns listade i Catalogue of Life.